# Episodi di Braccialetti rossi (seconda stagione)
La seconda stagione di Braccialetti rossi, composta da 5 episodi, è stata trasmessa in prima visione TV dal 15 febbraio al 15 marzo 2015 su Rai 1
| nº | Titolo           | Prima TV Italia  | Ascolti Italia | Share  |
| -- | ---------------- | ---------------- | -------------- | ------ |
| 1  | Primo episodio   | 15 febbraio 2015 | 6.683.000      | 24,34% |
| 2  | Secondo episodio | 22 febbraio 2015 | 6.470.000      | 23,33% |
| 3  | Terzo episodio   | 1º marzo 2015    | 6.511.000      | 23,45% |
| 4  | Quarto episodio  | 8 marzo 2015     | 6.231.000      | 23,64% |
| 5  | Quinto episodio  | 15 marzo 2015    | 6.500.000      | 24,10% |

## Primo episodio
- Diretto da: Giacomo Campiotti
- Scritto da: Sandro Petraglia, Giacomo Campiotti con Fidel Signorile

### Trama
Il gruppo dei Braccialetti Rossi sembra essersi sciolto. Infatti solo Leo e Rocco sono rimasti in ospedale, mentre Cris e Vale sono tornati alla loro vita normale: la prima è tornata a scuola ed è pronta a vivere la sua storia d'amore con Leo, che è in attesa dell'esito della tac per poter lasciare l'ospedale. Il secondo, ancora traumatizzato dall'esperienza vissuta in ospedale, rifiuta di sottoporsi a dei nuovi controlli, abbandonando di fatto i suoi amici braccialetti. Per poter stare vicino a Leo e agli altri, Toni si fa assumere come portantino alle dipendenze dell’infermiere Ulisse, non senza qualche difficoltà. In questa stagione fa il suo ritorno anche Davide, in forma di fantasma, che assiste Lilia incinta. Poi incontra Toni nella lavanderia dell’ospedale, dove gli racconta di aver saputo della separazione del gruppo. Davide è sconfortato e decide di affidargli una missione: tentare di riunire il gruppo.
Arrivano intanto nuovi pazienti: Nina, una ragazza ribelle che viene operata per un tumore al seno, e Chicco, che ha causato un incidente con il motorino dopo essersi ubriacato (con la complicità degli amici che non gli hanno impedito di guidare da ubriaco) facendo finire in coma la sua amica Bea. Proprio tra Nina e Leo si crea subito una grande complicità, che provoca la gelosia di Cris. Toni, sotto la guida del fantasma di Davide (è infatti l’unico a interagire con lui) cerca di riunire il gruppo organizzando un falò sulla spiaggia per festeggiare quello che sarebbe stato il suo sedicesimo compleanno. Riesce nel suo intento solo a metà: Vale infatti non si presenta alla festa. Leo infine riceve l'esito delle sue analisi: la tac mostra un nuovo tumore, questa volta al cervello.   
- Altri interpreti: Giorgio Colangeli (Nicola)

## Secondo episodio
- Diretto da: Giacomo Campiotti
- Scritto da: Sandro Petraglia, Giacomo Campiotti con Fidel Signorile

### Trama
Leo è distrutto dalla notizia che ha ricevuto e pensa di non riuscire nuovamente a combattere il tumore. Per non far soffrire ancora Cris, le nasconde la verità e la lascia con la scusa di non amarla più, facendole credere di avere una relazione con Nina. Cris, dopo averli visti casualmente, dà credito alle sue parole. La ragazza però non riesce a rassegnarsi all'idea di aver perso Leo e il malessere la porta ad avere una piccola ricaduta sui suoi disturbi di alimentazione che preoccupa Carola, la quale decide di portarla a fare un incontro con la sua dottoressa dell’ospedale per valutare la situazione. Nina intanto deve affrontare il suo intervento: ha molta paura e trova in Leo grande conforto. Vale, dopo aver raccontato alla madre di non essersi presentato ai controlli stabiliti, torna in ospedale ma si rifiuta di stare in camera con Leo. Quando i due si incontrano, questi gli strappa il suo braccialetto rosso, accusandolo di essere un vigliacco. Nel frattempo in ospedale arriva Flaminia, detta Flam, una bambina cieca di sei anni che dovrà affrontare un'operazione molto difficile, con cui potrà tornare a vedere. Tra lei e Chicco si stringe subito una grande amicizia, con cui si sosterranno a vicenda. Rocco si sente molto vicino a Bea, ancora in coma dopo l'incidente, in quanto ha vissuto nella sua stessa situazione di qualche mese prima. Nicola, l'amico dei braccialetti ed in particolare di Leo, si sente male: ha un attacco di cuore.
- Altri interpreti: Giorgio Colangeli (Nicola)

## Terzo episodio
- Diretto da: Giacomo Campiotti
- Scritto da: Sandro Petraglia, Giacomo Campiotti con Fidel Signorile

### Trama
Nicola viene operato. Tutti, in particolare Leo, sono preoccupati per la sua salute. L’esito dell’operazione però non lascia spazio alle illusioni: Nicola morirà da un momento all’altro. Leo è disperato. L'uomo, prima di andarsene, convoca il ragazzo al suo capezzale e gli lascia un compito: deve trovare la donna della sua vita e consegnarle una lettera in cui gli dichiara i suoi sentimenti. Detto questo, Nicola esala l’ultimo respiro e muore. Leo, disperato dalla perdita di colui che considerava un padre, trova consolazione in Nina. Proprio quest'ultima e la sua vicinanza al ragazzo provocano la gelosia di Cris, che si fa nuovamente ricoverare fingendo che la ricaduta sui suoi problemi di alimentazione sia seria e non quello che in realtà è stato fortunatamente solo un episodio sporadico: in questo modo pensa di poter stare più vicina a Leo, ma la psicologa le vieta di lasciare il reparto. Intanto Vale, dopo averli evitati, si sottopone a dei nuovi esami per chiarire la sua situazione clinica riuscendo ad ottenere il perdono del leader. L'amicizia tra la piccola Flam e Chicco diventa sempre più forte: il ragazzo decide di far "vedere" i colori all'amica. I due si recano nella cucina dell'ospedale e qui, grazie alla frutta e alla verdura presenti, le spiega come siano i vari colori utilizzando gli altri sensi. Flam è molto contenta dell'esperienza vissuta. Inoltre Chicco racconta la storia della sua famiglia a Flam: la mamma ha trovato un lavoro da badante e lui è stato mandato a vivere dalla zia per tenerlo lontano dalle cattive amicizie, ma la mamma gli manca troppo. L'amica è pronta a consolarlo. Infine, nell'imbarazzo, Cris chiede a Nina di prendersi cura di Leo.        
- Altri interpreti: Giorgio Colangeli (Nicola)

## Quarto episodio
- Diretto da: Giacomo Campiotti
- Scritto da: Sandro Petraglia, Giacomo Campiotti con Fidel Signorile

### Trama
Dopo essersi rassegnata alla fine della sua storia con Leo, Cris cerca di scappare dall’ospedale dalla finestra della sua stanza, ma durante il tentativo di fuga cade nel vuoto perdendo i sensi. I ragazzi si uniscono intorno al capezzale di Cris, che lotta per sopravvivere, e Leo capisce che deve dirle tutta la verità. Cris si risveglia alla piscina, il luogo in cui si trova chi sta lottando tra la vita e la morte: qui incontra Bea, che le chiede di farle avere un braccialetto rosso come quello degli altri, sentendosi anche lei parte del gruppo. Al suo risveglio, Cris viene informata da Vale della reale situazione di Leo: lei gli chiede spiegazioni e, dopo aver capito le sue buone intenzioni nel mentirle, i due tornano insieme. Flam è pronta ad affrontare l'intervento che potrebbe donarle la vista e trova forza e coraggio grazie alla vicinanza del suo amico Chicco. Nel frattempo Lilia, la compagna del padre di Davide, raggiunge l'ospedale perché è in procinto di partorire Allegra: proprio lo spirito del figlio invita Toni a starle vicino come avrebbe fatto l'amico. Gli esami di Vale danno esito positivo: potrà lasciare a breve l'ospedale ma promette agli amici che questa volta non farà più l’errore di allontanarsi da loro. Inoltre, il ragazzo e Nina si avvicinano molto e si scambiano un bacio, sebbene poi non definiscano realmente il loro rapporto. Arriva il giorno del diciottesimo compleanno di Leo ed i suoi amici braccialetti decidono di organizzare un festa che coinvolge tutto l'ospedale. Proprio durante questi festeggiamenti, Leo viene a conoscenza dei risultati delle sue analisi: il suo tumore è particolarmente grave e gli lascia pochissime speranze di sopravvivere. Il ragazzo, disperato, si arrende all'idea di morire e decide di farsi dimettere dall'ospedale per adempiere alle ultime volontà di Nicola: all'uscita viene raggiunto da Cris, Vale, Toni e dal fantasma di Davide, che lo accompagneranno nel suo viaggio. I ragazzi non sanno però le sue reali condizioni: solo Nina sa la verità. Flam ha affrontato il suo intervento ed è ora in attesa di riuscire a vedere.

## Quinto episodio
- Diretto da: Giacomo Campiotti
- Scritto da: Sandro Petraglia, Giacomo Campiotti con Fidel Signorile

### Trama
I braccialetti seguono Leo nel suo viaggio alla ricerca dell'isola di Nicola e della donna che il loro amico aveva amato e perduto. Leo e Cris si avvicinano sempre di più e fanno l'amore per la prima volta mentre Toni conosce Mela, una ragazza che canta in un gruppo. In ospedale Rocco cerca di evitare a Bea, ancora in coma, una pericolosa operazione. Nina non riesce a mantenere il silenzio e confessa tramite videochat la gravità della malattia di Leo a Vale, il quale intuisce le intenzioni del leader. Il giorno dopo Leo si reca da Bianca, la donna amata da Nicola, la quale gli mostra un punto nella scogliera in cui spargere le ceneri dell'amico. Compiuta la missione, Leo, stanco di lottare contro la malattia da più di dieci anni, decide di partire in canoa da solo per mare aspettando la morte. I suoi amici, incitati da Davide, riescono però a fargli cambiare idea: dopo aver salvato gli altri, tocca a loro ricambiare il favore ed aiutarlo in questa nuova lotta contro il cancro. Nel frattempo, in ospedale, si scopre che l'operazione che avrebbe dovuto dare la vista a Flam ha avuto un esito negativo: la piccola trova conforto nell'amicizia di Chicco. I due escono dall'ospedale e Flam gli mostra come riesca a vedere senza usare gli occhi, bensì il cuore. Il ragazzo, supportato da medici e pazienti, organizza una sorpresa a Flam: affitta un pianoforte per lei e le organizza una concerto. Nonostante inizialmente l'iniziativa non sembri attirare gli altri membri dell'ospedale, quando Flam inizia a suonare tutti lasciano le loro attività per ascoltarla. La dolcezza della sua musica attrae tutti: pazienti, medici ed infermieri si radunano davanti a Flam e al suo pianoforte. Proprio in questo momento, Chicco capisce che senza le sue scuse Bea non riuscirà mai a svegliarsi: si reca nella sua camera e le chiede perdono. Dopo pochi minuti la ragazza esce dal coma, con la sorpresa di tutti. A questo punto Flam e Rocco accolgono Chicco nel gruppo consegnandoli un braccialetto rosso, al grido di Watanka!
- Altri interpreti: Elisabetta Pozzi (Bianca)